# The Five Keys
The Five Keys waren eine US-amerikanische R&B-Vokalgruppe, die vor allem in den 1950ern populär war.

## Geschichte
Die Gruppe entstand als „The Sentimental Four“ in den späten 1940ern in Newport News, Virginia. Die ursprünglichen Mitglieder waren zwei Brüderpaare, Rudy (* 25. Juli 1932; † 14. Mai 1998) und Bernie West (* 4. Februar 1930) sowie Ripley (* 1930; † 23. März 1995) und Raphael Ingram. 1949 verließ Raphael Ingram die Gruppe, dafür kamen Maryland Pierce (* 1933) und Dickie Smith dazu. Von nun an nannten sie sich „The Five Keys“.
Anfang der 1950er machten sie eine Reihe von Aufnahmen für Aladdin Records und werden aus heutiger Sicht zum Teil als erste wirklich moderne Vokalgruppe bezeichnet. 1954 bekamen sie einen Vertrag mit Capitol Records, wo sie Ling Ting Tong veröffentlichten. Der Erfolg der Platte verschaffte ihnen einen Auftritt in der Ed Sullivan Show. 1956 hatten sie mit dem Titel Out Of Sight, Out Of Mind einen weiteren Hit. Weitere Hits waren Wisdom of a Fool und Let There Be You im Jahre 1957. Nach dem Erfolg von Ling, Ting, Tong ging Capitol dazu über, das Gesangsquintett von Bigbands begleiten zu lassen. 1957 wechselte die Gruppe zu Aladdin Records, für die Firma nahmen die Five Keys auch mehrere LPs auf, weitere Platzierungen in den Charts gelangen ihnen jedoch nicht mehr.
Bis zum Tod von Rudy West 1998 bestanden die Five Keys in unterschiedlichen Besetzungen. 1991 erhielten sie den Pioneer Award der Rhythm and Blues Foundation. 1992 wurden sie in die Hall of Fame der United in Group Harmony Association (UGHA) aufgenommen, 2002 in die Vocal Group Hall of Fame.

## Diskografie
Singles

| Jahr | Titel Album                 | Höchstplatzierung, Gesamtwochen, AuszeichnungChartplatzierungen (Jahr, Titel, Album, Platzierungen, Wochen, Auszeichnungen, Anmerkungen) | Höchstplatzierung, Gesamtwochen, AuszeichnungChartplatzierungen (Jahr, Titel, Album, Platzierungen, Wochen, Auszeichnungen, Anmerkungen) | Anmerkungen                                                                                     |
| Jahr | Titel Album                 | US | R&B | Anmerkungen                                                                                     |
| ---- | --------------------------- | --- | --- | ----------------------------------------------------------------------------------------------- |
| 1951 | The Glory of Love –         | — | R&B1 (15 Wo.)R&B | Aladdin (#3099) B-Seite: Hucklebuck With Jim Autoren: Billy Hill                                |
| 1954 | Ling, Ting, Tong –          | US28 (2 Wo.)US | R&B5 (12 Wo.)R&B | Capitol (#2945) B-Seite: I’m Alone Autoren: Mabel Godwin                                        |
| 1955 | Close Your Eyes –           | — | R&B6 (10 Wo.)R&B | Capitol (#3032) B-Seite: Doggone It, You Did It Autoren: Chuck Willis                           |
| 1955 | The Verdict –               | — | — | Capitol (#3127) B-Seite: We Make Um Pow Wow Autoren: Alan Freed & Glen Moore                    |
| 1955 | Cause You’re My Lover –     | — | — | Capitol (#3267) B-Seite: Gee Whittakers Autoren: Sherm Feller & Goldie Tyler                    |
| 1955 | Gee Whittakers –            | — | — | B-Seite von Cause You’re My Lover Autoren: Winfield Scott                                       |
| 1956 | Out Of Sight, Out Of Mind – | US27 (15 Wo.)US | — | Capitol (#3502) B-Seite: That’s Right Autoren: Ivory Joe Hunter & Clyde Otis                    |
| 1956 | Wisdom Of A Fool –          | US35 (12 Wo.)US | — | Capitol (#3597) B-Seite: Now Don’t That Prove I Love You Autoren: Ivory Joe Hunter & Clyde Otis |
| 1957 | Let There Be You –          | US69 (5 Wo.)US | — | Capitol (#3660) B-Seite: Tiger Lilly Autoren: Ivory Joe Hunter & Clyde Otis                     |